# Eleição municipal de Codó em 2020
A eleição municipal de Codó em 2020 foi realizada para eleger um prefeito, um vice-prefeito e 17 vereadores no município de Codó, no estado brasileiro do Maranhão. O processo eleitoral de 2020 foi marcado pela vitória de José Francisco para o cargo de prefeito, então ocupado pelo prefeito Francisco Nagib, do PDT.
Três candidatos disputaram a prefeitura municipal de Codó. O prefeito em exercício, Francisco Nagib (PDT), apesar de apto não concorreu a reeleição. Em seu lugar, o PDT lançou a candidatura de Zito Rolim, deputado estadual e ex-prefeito de Codó. No primeiro turno, Dr. José Francisco foi eleito para quatro anos de mandato. Camilo Figueiredo, do Republicanos, foi eleita vice na chapa. Francisco recebeu 28 331 votos, contra 24 318 de Rolim. Houve ainda 623 votos brancos, 2 606 nulos e 16 039 abstenções.
Na Câmara dos Vereadores, 289 candidatos concorreram ao pleito e 19 foram eleitos. Dentre os vereadores eleitos, 7 foram reeleitos. O Solidariedade foi o partido que conquistou o maior número de assentos, com 4 eleitos. Araújo Neto foi o candidato mais votado, recebendo 1.809 votos (3,56% dos votos validos).

## Pandemia de COVID-19
As eleições municipais de 2020 foram marcadas pela pandemia de COVID-19 no Brasil. O Tribunal Superior Eleitoral (TSE) autorizou os partidos a realizarem as convenções para escolha de candidatos aos escrutínios por meio de plataformas digitais de transmissão, para evitar aglomerações que possam proliferar o coronavírus. Originalmente, as eleições ocorreriam em 4 de outubro (primeiro turno) e 25 de outubro (segundo turno, caso necessário), porém, com o agravamento da pandemia de COVID-19, as datas foram modificadas pelo Congresso Nacional para 15 de novembro e 29 de novembro.

## Candidaturas para a prefeitura
| Nº      | Prefeito(a)  | Prefeito(a)                               | Prefeito(a)       | Vice-prefeito(a) | Vice-prefeito(a) | Vice-prefeito(a)                                       | Vice-prefeito(a)  | Coligação Partido(s)                                                           |
| Nº      | Candidato(a) | Candidato(a)                              | Partido Federação | Candidato(a)     | Candidato(a)     | Candidato(a)                                           | Partido Federação | Coligação Partido(s)                                                           |
| ------- | ------------ | ----------------------------------------- | ----------------- | ---------------- | ---------------- | ------------------------------------------------------ | ----------------- | ------------------------------------------------------------------------------ |
| 12      |              | Zito Rolim Jose Rolim Filho               | PDT               |                  |                  | Jadiel Reis Jadiel Silva Reis                          | PDT               | Forte E O Povo! PP PTB PROS PDT DEM Solidariedade Cidadania REDE PSL PSB PCdoB |
| 36      |              | Cabo Bezerra Reinaldo Bezerra Da Silva    | PTC               |                  |                  | Bispo Gercione Barros Gercione Barros Correia          | PTC               | Sem coligação                                                                  |
| 55      |              | Dr Zé Francisco Jose Francisco Lima Neres | PSD               |                  |                  | Camilo Figueiredo Camilo De Lellis Carneiro Figueiredo | Republicanos      | Uniao do Povo PSDB MDB PODE PSD Republicanos PL PT PV                          |
| Fontes: |              |                                           |                   |                  |                  |                                                        |                   |                                                                                |

## Candidatos à vereança
A tabela a seguir apresenta o número de candidaturas em cada partido e federação, estando agrupados a partir de coligações na disputa do poder executivo. Ressalte-se que, desde a promulgação da Emenda Constitucional nº 97/2017, a coligação em eleições proporcionais não existe mais no Brasil, sendo demonstrada a coligação majoritária apenas a título de visualização agrupada.
| Coligação ao executivo           | Partido ou federação | Partido ou federação | Candidatos     |
| -------------------------------- | -------------------- | -------------------- | -------------- |
| Forte E O Povo! (192 candidatos) |                      | PROS                 | 25             |
| Forte E O Povo! (192 candidatos) |                      | PSL                  | 24             |
| Forte E O Povo! (192 candidatos) |                      | PTB                  | 22             |
| Forte E O Povo! (192 candidatos) |                      | Solidariedade        | 20             |
| Forte E O Povo! (192 candidatos) |                      | Cidadania            | 19             |
| Forte E O Povo! (192 candidatos) |                      | PCdoB                | 18             |
| Forte E O Povo! (192 candidatos) |                      | PP                   | 17             |
| Forte E O Povo! (192 candidatos) |                      | REDE                 | 14             |
| Forte E O Povo! (192 candidatos) |                      | PDT                  | 12             |
| Forte E O Povo! (192 candidatos) |                      | PSB                  | 11             |
| Forte E O Povo! (192 candidatos) |                      | DEM                  | 10             |
| Uniao do Povo (100 candidatos)   |                      | Republicanos         | 26             |
| Uniao do Povo (100 candidatos)   |                      | PSD                  | 22             |
| Uniao do Povo (100 candidatos)   |                      | PL                   | 20             |
| Uniao do Povo (100 candidatos)   |                      | PT                   | 16             |
| Uniao do Povo (100 candidatos)   |                      | MDB                  | 13             |
| Uniao do Povo (100 candidatos)   |                      | PODE                 | Sem candidatos |
| Uniao do Povo (100 candidatos)   |                      | PSDB                 | Sem candidatos |
| Uniao do Povo (100 candidatos)   |                      | PV                   | Sem candidatos |
| Sem coligação                    |                      | PTC                  | 1              |
| Fontes:                          |                      |                      |                |

## Resultados da eleição

### Prefeito
| Candidato(a) a prefeito  | Candidato(a) a prefeito  | Candidato(a) a vice-prefeito     | Primeiro turno 15 de novembro de 2020 | Primeiro turno 15 de novembro de 2020 |
| Candidato(a) a prefeito  | Candidato(a) a prefeito  | Candidato(a) a vice-prefeito     | Total                                 | Percentagem                           |
| ------------------------ | ------------------------ | -------------------------------- | ------------------------------------- | ------------------------------------- |
|                          | Dr Zé Francisco (PSD)    | Camilo Figueiredo (Republicanos) | 28.331                                | 52,8%                                 |
|                          | Zito Rolim (PDT)         | Jadiel Reis (PDT)                | 24.318                                | 45,32%                                |
|                          | Cabo Bezerra (PTC)       | Bispo Gercione Barros (PTC)      | 1.004                                 | 1,87%                                 |
| Total de votos válidos   | Total de votos válidos   | Total de votos válidos           | 53.653                                | 53.653                                |
| Votos apurados           |                          |                                  |                                       |                                       |
| Votos válidos            | Votos válidos            | Votos válidos                    | 53.653                                | 94,32%                                |
| Votos em branco          | Votos em branco          | Votos em branco                  | 623                                   | 1,1%                                  |
| Votos nulos              | Votos nulos              | Votos nulos                      | 2.606                                 | 4,58%                                 |
| Total de votos apurados  | Total de votos apurados  | Total de votos apurados          | 56.882                                | 56.882                                |
| Eleitores                |                          |                                  |                                       |                                       |
| Comparecimentos          | Comparecimentos          | Comparecimentos                  | 56.882                                | 78%                                   |
| Abstenções               | Abstenções               | Abstenções                       | 16.039                                | 22%                                   |
| Total de eleitores aptos | Total de eleitores aptos | Total de eleitores aptos         | 72.921                                | 72.921                                |
| Total de seções: 269     |                          |                                  |                                       |                                       |
| Fontes:                  |                          |                                  |                                       |                                       |

### Composição da Câmara Municipal
|                          |                          |                 |                 |          |
| Nº                       | Partido                  | Votos populares | Votos populares | Assentos |
| Nº                       | Partido                  | Votos           | %               | Assentos |
| 77                       | Solidariedade            | 7.904           | 14,52%          | 4        |
| 12                       | PDT                      | 6.087           | 11,18%          | 3        |
| 11                       | PP                       | 5.461           | 10,03%          | 2        |
| 90                       | PROS                     | 4.382           | 8,05%           | 2        |
| 10                       | Republicanos             | 3.885           | 7,14%           | 1        |
| 23                       | Cidadania                | 3.565           | 6,55%           | 1        |
| 65                       | PCdoB                    | 3.440           | 6,32%           | 1        |
| 25                       | DEM                      | 3.393           | 6,23%           | 1        |
| 18                       | REDE                     | 3.266           | 6%              | 1        |
| 22                       | PL                       | 2.976           | 5,47%           | 1        |
| 55                       | PSD                      | 2.881           | 5,29%           | 1        |
| 40                       | PSB                      | 2.097           | 3,85%           | 1        |
| 17                       | PSL                      | 1.777           | 3,26%           | 0        |
| 14                       | PTB                      | 1.694           | 3,11%           | 0        |
| 13                       | PT                       | 1.365           | 2,51%           | 0        |
| 15                       | MDB                      | 258             | 0,47%           | 0        |
| 51                       | PATRIOTA                 | 18              | 0,03%           | 0        |
| Total de votos válidos   | Total de votos válidos   | 54.449          | 54.449          | 19       |
| Votos apurados           |                          |                 |                 | 19       |
| Total de votos válidos   | Total de votos válidos   | 54.449          | 95,72%          | 19       |
| Votos em branco          | Votos em branco          | 763             | 1,34%           | 19       |
| Votos nulos              | Votos nulos              | 1.366           | 2,4%            | 19       |
| Total de votos apurados  | Total de votos apurados  | 56.882          | 56.882          | 19       |
| Eleitores                |                          |                 |                 | 19       |
| Comparecimentos          | Comparecimentos          | 56.882          | 78%             | 19       |
| Abstenções               | Abstenções               | 16.039          | 22%             | 19       |
| Total de eleitores aptos | Total de eleitores aptos | 72.921          | 72.921          | 19       |
| Fontes:                  |                          |                 |                 |          |

### Vereadores eleitos
| Candidato(a) | Candidato(a)           | Partido       | Votos | Votos       | Cidade de origem | Unidade federativa/País |
| Candidato(a) | Candidato(a)           | Partido       | Total | Percentagem | Cidade de origem | Unidade federativa/País |
| ------------ | ---------------------- | ------------- | ----- | ----------- | ---------------- | ----------------------- |
|              | Araújo Neto            | Solidariedade | 1.809 | 3,56%       | Codó             | Maranhão                |
|              | Evimar Barbosa         | PP            | 1.597 | 3,15%       | Nina Rodrigues   | Maranhão                |
|              | Delegado Romulo        | PDT           | 1.425 | 2,81%       | Barra do Corda   | Maranhão                |
|              | Leonel Filho           | Cidadania     | 1.417 | 2,79%       | Codó             | Maranhão                |
|              | André Jansen           | PP            | 1.379 | 2,72%       | Codó             | Maranhão                |
|              | Pastor Max             | PDT           | 1.146 | 2,26%       | Codó             | Maranhão                |
|              | Leda Torres            | DEM           | 1.108 | 2,18%       | Codó             | Maranhão                |
|              | Galileia               | PDT           | 1.011 | 1,99%       | Coroatá          | Maranhão                |
|              | Raimundo Carlos        | Solidariedade | 997   | 1,96%       | Codó             | Maranhão                |
|              | Gracinaldo             | PL            | 993   | 1,96%       | Codó             | Maranhão                |
|              | Antônio Luz            | Solidariedade | 966   | 1,9%        | Codó             | Maranhão                |
|              | Domingos Reis          | PCdoB         | 921   | 1,81%       | São Luís         | Maranhão                |
|              | Itamar Da Saude        | REDE          | 825   | 1,63%       | Codó             | Maranhão                |
|              | Rodrigo Figueiredo     | Republicanos  | 824   | 1,62%       | Codó             | Maranhão                |
|              | Dr Nelson              | PSB           | 799   | 1,57%       | Petrolina        | Pernambuco              |
|              | Valdeci Calixto        | Solidariedade | 781   | 1,54%       | Presidente Dutra | Maranhão                |
|              | Dedé Do Zé Garimpeiro  | PROS          | 692   | 1,36%       | Timbiras         | Maranhão                |
|              | Wanderson Da Trizidela | PROS          | 639   | 1,26%       | Codó             | Maranhão                |
|              | Dr Mendes              | PSD           | 287   | 0,57%       | Codó             | Maranhão                |
| Fontes:      |                        |               |       |             |                  |                         |